# Szawe Szomeron
Szawe Szomeron (hebr. שבי שומרון) – wieś położona w Samorządzie Regionu Szomeron, w Dystrykcie Judei i Samarii, w Izraelu.
Leży w centralnej górzystej części Samarii, w otoczeniu terytoriów Autonomii Palestyńskiej.

## Historia
Osada została założona w 1977 przez religijnych żydowskich osadników.